# Mario Rosi
Mario Rosi (Pescia, 7 dicembre 1919 – ...) è stato un calciatore italiano, di ruolo centrocampista.

## Carriera
Dopo aver militato nel Pro Livorno, ha disputato, con la maglia del Napoli, due campionati di Serie A a girone unico, per complessive 74 presenze ed una rete (in occasione del successo interno sull'Inter del 1º giugno 1947), oltre all'anomalo campionato 1945-1946, disputato a gironi.
Ha fatto parte della rosa del Napoli anche per la stagione 1948-1949, l'ultima con gli azzurri; ha poi giocato per due stagioni in prestito nello Stabia, in Serie C, prima di essere messo in lista di trasferimento dal Napoli.

## Palmarès

### Club

#### Competizioni nazionali
- Serie C: 1

Stabia: 1950-1951